# Jänispelto
Jänispelto (en carélien : Jänišpuoli, en finnois : Jänispelto, en russe : Янишпо́лe, Janišpole) est une municipalité rurale du raïon de Kontupohja en république de Carélie.

## Géographie
L'agglomération de Jänispelto est situé à l'embouchure de la rivière Suunujoki, qui se jette dans la baie Kontupohja du lac Onega à 12 kilomètres au sud de Kontupohja.
La municipalité de Jänispelto a une superficie de 2 069,4 km2.
Jänispelto est bordée à l'ouest par Kentjärvi du raïon de Kontupohja, au nord par les Kontupohja, à l'est par Järventakuinen du raïon des rives de l'Onega ainsi qu'au sud-ouest par Suoju.
Son paysage se caractérise par des eskers longs et étroits ainsi que par des lacs étroits et des marais.
Le cours d'eau principal de Jänispelto est la rivière Suunujoki.
Ses lacs sont le Tšupskoje, le Kaštamoozero et le Poveža.

## Démographie
Recensements (*) ou estimations de la population
| 2009 | 2013  | 2015  | 2017  |
| ---- | ----- | ----- | ----- |
| 332  | 1 189 | 1 077 | 1 045 |

| 2019 | 2021 | - | - |
| ---- | ---- | - | - |
| 981  | 914  | - | - |